# Encorvado

El Triskelion en la Bandera de la Isla de Man.

Encorvado, Embowed (en inglés), es un término en heráldica y arquitectura que significa:
- curvado como un arco (cuando aplicado a un pez, animal o carga heráldica.
- doblado (cuando aplica a brazos o piernas humanas)
- que tiene un arco o arcos pero, en los heráldicos anglófonos, los cóncavos, no los convexos que sobresalen.

## Ejemplos

Un delfín naiante, está encorvado

Ejemplos heráldicos ilustrados se muestran en la pila encorvadoa invertida a lo largo de azur, del Escudo de armas de la Provincia del Cabo Occidental  y las tres patas encorvadas unidas en punto fijo en una armadura propiamente dicha espoleada y adornada de oro del Triskelion en la Bandera de la Isla de Man y en el Escudo de la Isla de Man.
Se pueden ver peces encorvados en la cimera de la Universidad de Thompson Rivers.

#### Libros
- Pimbley's Dictionary of Heraldry: An Authoritative Guide to the Terminology of Heraldry by Arthur Francis Pimbley (1908)
- Chambers 20th Century Dictionary ed. E. M. Kirkpatrick (W. & R. Chambers Ltd, Edinburgh, new edition, 1983)

#### Web
- Pimbley's Dictionary of Heraldry online - E - accedido el 17 de julio de 2007

#### Lista de referencias
1. ↑  «International Civic Heraldry - South African Civic Heraldry- WESTERN CAPE PROVINCE». https://web.archive.org/web/20020127033727/http://www.ngw.nl/int/zaf/prov/w-cape.htm.
2. ↑  «International Civic Heraldry-United Kingdom MAN». https://web.archive.org/web/20010417011356/http://www.ngw.nl/int/gbr/m/man.htm.
3. ↑  «Thompson Rivers University [Civil Institution]».

- Datos: Q5370129